# 蘆原区
蘆原区（ノウォンく）は、大韓民国、ソウル特別市北東部にある区。
郊外にあり、山に近く自然も豊富。区発足時は農業が盛んだったが、現在は住宅開発されている。繁華街である蘆原駅は密集した飲食店と化粧品の店が並んでいると共に綺麗に舗装された街のため、「北の明洞」とも呼ばれる。同じく首都の北にありローカルの住民がよく通うことで東京の池袋駅周りと似ている。

## 地理
蘆原区はソウル市の東北部に位置する。東西6キロ、南北9キロでやや細長い形状をしている。水落山、仏岩山が東部にそびえている。
- 山：水落（スラク）山、仏岩（プラム）山
- 河川：中浪（チュンナン）川、ウイ川

### 隣接自治体
- 東：京畿道九里市
- 西：道峰区、江北区
- 南：城北区、中浪区
- 北：京畿道南楊州市、議政府市

## 行政

### 行政区域

行政区域図

幾度かの洞の統合を経て、現在は24の洞が存在する。現在の区長は金星煥（キム・ソンファン）。
| 行政洞                           | 法定洞         |
| -------------------------------- | -------------- |
| 月渓1洞（ウォルゲイルトン）      | 月渓洞         |
| 月渓2洞（ウォルゲイドン）        | 月渓洞         |
| 月渓3洞（ウォルゲサムドン）      | 月渓洞         |
| 孔陵1洞（コンヌンイルトン）      | 孔陵洞         |
| 孔陵2洞（コンヌンイドン）        | 孔陵洞         |
| 下渓1洞（ハゲイルトン）          | 下渓洞         |
| 下渓2洞（ハゲイドン）            | 下渓洞         |
| 中渓本洞（チュンゲボンドン）     | 中渓洞         |
| 中渓1洞（チュンゲイルトン）      | 中渓洞         |
| 中渓4洞（チュンゲサドン）        | 上渓洞、中渓洞 |
| 中渓2・3洞（チュンゲイサムドン） | 中渓洞         |
| 上渓1洞（サンゲイルトン）        | 上渓洞         |
| 上渓2洞（サンゲイドン）          | 上渓洞         |
| 上渓3・4洞（サンゲサムサドン）   | 上渓洞         |
| 上渓5洞（サンゲオドン）          | 上渓洞         |
| 上渓6・7洞（サンゲユクチルトン） | 上渓洞         |
| 上渓8洞（サンゲパルトン）        | 上渓洞         |
| 上渓9洞（サンゲグドン）          | 上渓洞         |
| 上渓10洞（サンゲシプトン）       | 上渓洞         |

### 警察
- ソウル蘆原警察署

### 消防
- 蘆原消防署

## 歴史
- 1988年1月1日 道峰区から道峰洞、上渓洞、下渓洞、中渓洞、月渓洞、孔陵洞、倉洞を分割し、蘆原区が発足。
- 1989年1月1日 道峰洞、倉洞を道峰区に編入。

## 教育

### 大学
- ソウル産業大学校
- 光云大学校
- 三育大学校
- ソウル女子大学校
- 韓国聖書大学
- 仁徳大学

## 交通

### 鉄道
- 韓国鉄道公社
  - 京元線（首都圏電鉄1号線）

石渓駅 - 光云大駅 - 月渓駅
  - 京春線（一部列車のみ）

光云大駅
- ソウル交通公社
  - 4号線

タンゴゲ駅 - 上渓駅 - 蘆原駅
  - 6号線

石渓駅 - 泰陵入口駅 - 花郎台駅
  - 7号線

水落山駅 - マドゥル駅 - 蘆原駅 - 中渓駅 - 下渓駅 - 孔陵駅 - 泰陵入口駅